# Rain (bài hát của Madonna)
"Rain" là một bài hát của nghệ sĩ thu âm người Mỹ Madonna nằm trong album phòng thu thứ năm của cô, Erotica (1992). Nó được phát hành vào ngày 6 tháng 7 năm 1993 bởi Maverick Records như là đĩa đơn thứ năm trích từ album trên toàn cầu và thứ tư tại Bắc Mỹ. Bài hát cũng xuất hiện trong album tuyệt phẩm ballad của cô, Something to Remember (1995). Đây là một bản pop ballad kết hợp với những yếu tố của trip hop và nhạc new-age, được viết lời và sản xuất bởi Madonna và Shep Pettibone. Về mặt nội dung, "Rain" đề cập đến hình ảnh của mưa để so sánh với hiệu ứng lan truyền của tình yêu, và khả năng sử dụng nước để làm sạch và rửa đi những vết thương. Giống như những bài hát khác trong Erotica, những tiếp xúc tình dục cũng là một cách diễn giải cho nội dung bài hát, tuy nhiên ở một mức độ nhẹ nhàng và "thân thiện" hơn.
"Rain" nhận được những phản ứng tích cực từ các nhà phê bình âm nhạc, trong đó họ ghi nhận nó như là một bản ballad đặc biệt trong một album về tình dục như Erotica. Ngoài ra, nó cũng nhận được nhiều lời so sánh với đĩa đơn nhạc phim "I'll Remember" phát hành một năm sau đó. Bài hát cũng gặt hái nhiều thành công đáng kể về mặt thương mại, lọt vào top 10 trên các bảng xếp hạng ở Úc, Canada, Ireland, Ý và Vương quốc Anh. Tại Hoa Kỳ, "Rain" đạt vị trí thứ 14 trên bảng xếp hạng Billboard Hot 100, trở thành đĩa đơn thứ 28 của Madonna lọt vào top 20 tại đây.
Video ca nhạc cho bài hát được đạo diễn bởi Mark Romanek, trong đó Madonna trình diễn nó dưới nhiều phông nền khác nhau. Sau khi phát hành, video đã nhận được nhiều lời ca ngợi từ giới phê bình bởi phong cách mới lạ và đậm chất điện ảnh của nó, và chiến thắng hai đề cử tại Giải Video âm nhạc của MTV năm 1993 cho Chỉ đạo nghệ thuật xuất sắc nhất và Quay phim xuất sắc nhất. Madonna chỉ biểu diễn "Rain" trong chuyến lưu diễn The Girlie Show World Tour năm 1993, trong đó nữ ca sĩ hòa giọng với hai ca sĩ hát nền Niki Haris và Donna De Lory trên sân khấu, trước khi một phiên bản phối lại của nó được sử dụng trong một đoạn video xen kẽ của chuyến lưu diễn Sticky & Sweet Tour (2008-09).

## Danh sách bài hát
| - Đĩa 7" tại Hoa Kỳ 1. "Rain" (radio phối) – 4:35 2. "Waiting" (bản album) – 5:45 - Đĩa 12" tại Hoa Kỳ 1. "Rain" (radio phối) – 4:35 2. "Waiting" (phối lại) (hợp tác với Everlast) – 4:41 3. "Up Down Suite" (chưa từng phát hành trước đó) – 12:13 4. "Rain" (bản album) – 5:24 | - Đĩa đơn cassette tại Hoa Kỳ 1. "Rain" (radio phối) – 4:33 2. "Rain" (bản album) – 5:24 3. "Up Down Suite" (chưa từng phát hành trước đó) – 12:13 4. "Waiting" (phối lại) (hợp tác với Everlast) – 4:41 - Đĩa CD tại Anh quốc 1. "Rain" (radio phối) – 4:35 2. "Open Your Heart" (bản album) – 4:13 3. "Up Down Suite" (chưa từng phát hành trước đó) – 12:13 |

## Xếp hạng
| Bảng xếp hạng (1993)                  | Vị trí cao nhất |
| ------------------------------------- | --------------- |
| Úc (ARIA)                             | 5               |
| Áo (Ö3 Austria Top 40)                | 24              |
| Bỉ (Ultratop 50 Flanders)             | 25              |
| Canada Top Singles (RPM)              | 2               |
| Canada Adult Contemporary (RPM)       | 7               |
| Châu Âu (European Hot 100 Singles)    | 15              |
| Đức (Official German Charts)          | 26              |
| Ireland (IRMA)                        | 7               |
| Ý (FIMI)                              | 9               |
| Hà Lan (Dutch Top 40)                 | 36              |
| Hà Lan (Single Top 100)               | 38              |
| New Zealand (Recorded Music NZ)       | 20              |
| Thụy Điển (Sverigetopplistan)         | 16              |
| Thụy Sĩ (Schweizer Hitparade)         | 11              |
| Anh Quốc (OCC)                        | 7               |
| Hoa Kỳ Billboard Hot 100              | 14              |
| Hoa Kỳ Adult Contemporary (Billboard) | 7               |
| Hoa Kỳ Pop Airplay (Billboard)        | 7               |
| Hoa Kỳ Rhythmic (Billboard)           | 38              |

| Bảng xếp hạng (1993)                 | Vị trí |
| ------------------------------------ | ------ |
| Australia (ARIA)                     | 39     |
| Canada Top Singles (RPM)             | 15     |
| Canada Adult Contemporary (RPM)      | 44     |
| Europe (European Hot 100 Singles)    | 96     |
| Italy (FIMI)                         | 60     |
| Netherlands (Dutch Top 40)           | 311    |
| UK Singles (Official Charts Company) | 79     |
| US Billboard Hot 100                 | 67     |
| US Adult Contemporary (Billboard)    | 38     |

## Chứng nhận
| Quốc gia                                  | Chứng nhận | Số đơn vị/doanh số chứng nhận |
| ----------------------------------------- | ---------- | ----------------------------- |
| Úc (ARIA)                                 | Vàng       | 35.000^                       |
| ^ Chứng nhận dựa theo doanh số nhập hàng. |            |                               |